# Ничипоровка (Киевская область)
Ничи́поровка (укр. Ничипорівка) — село, входит в Бориспольский район , Яготинской ОТГ Киевской области Украины.
Население по переписи 2001 года составляло 1160 человек. Почтовый индекс — 07751. Телефонный код — 4575. Занимает площадь 5 км². Код КОАТУУ — 3225584201.

## История
До 1917 года село входило в состав Пирятинского уезда Полтавской губернии Российской империи, а в 18 веке в состав земель Яготинской сотни Переяславского полка Войска Запорожского.

## Уроженцы
- Бохановский Павел Петрович — украинский, российский и европейский революционер, общественный и хозяйственный деятель, потомок старинного казацко-христианского и дворянского рода Бохановскких (Бухановских, Бобырь-Бухановских), прямой потомок писаря Яготинской сотни Бохановского, друг украинских революционеров и общественных деятелей Михаила Коцюбинского и Евгения Чикаленка, воспитатель юных организаторов отрядов вольного и красного казачества Пирятинского уезда Полтавской губернии в 1917—1919 гг. Ивана Гнатовича Козуба и Кузьмы Павловича Бублика (1901—1925).

## Местный совет
Административный центр Ничипоровского сельского совета.
Адрес местного совета: 07751, Киевская обл., Яготинский р-н, с. Ничипоровка, ул. Казацкая, 15.